# Medaille van de Regering van Zanzibar

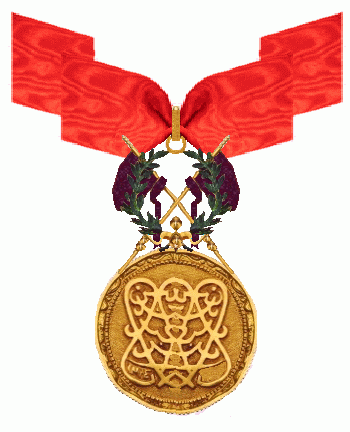
De Medaille van de Regering van Zanzibar in Goud

De Medaille van de Regering van Zanzibar was een hoge onderscheiding van het kleine Sultanaat Zanzibar in de Indische Oceaan. Sultan Sayyid Barghash bin Said heeft de medaille in 1876 ingesteld om verdiensten voor de Zanzibarese staat door ambtenaren, militairen, burgemeesters en politie te belonen.
De medailles werden in goud, zilver en brons uitgevoerd en dragen de tughra, een kunstig gekalligrafeerde handtekening, van de stichter. Men droeg de drie medailles aan een lint om de hals. Om het dragen mogelijk te maken werd een verfijnd vormgegeven verhoging in de form van een trofee gegoten. Twee purper geëmailleerde vaandels en een groen geëmailleerde lauwerkrans verbinden lint en medaille.
Het lint was rood.